# Broxton (Cheshire)
Broxton – wieś w Anglii, w hrabstwie ceremonialnym Cheshire, w dystrykcie (unitary authority) Cheshire West and Chester. Leży 15 km na południowy wschód od miasta Chester i 252 km na północny zachód od Londynu. W 2001 miejscowość liczyła 390 mieszkańców.